# Micropalaeosoma balticus
Micropalaeosoma balticus (anteriorment Palaeosoma balticus) és una espècie fòssil de platihelmint de l'ordre dels rabdocels que es coneix de l'ambre bàltic de Kaliningrad, Rússia. Va viure fa aproximadament 40 milions d'anys. Mesurava aproximadament 1,5 mm de longitud i és el més antic i complet fòssil de planària trobat fins ara. És l'únic platihelmint trobat en ambre.

## Descripció
M. balticus era un invertebrat petit, aplanat, de cos tou i sense apèndixs. Era de forma ovoide lleugerament més estreta a l'extrem anterior. L'aparença externa del fòssil és molt similar a la dels rabdocels. La presència de cilis epidèrmics, tractes rabdoïdeus prominents, una faringe rosulada, la posició ventral de la boca, l'absència d'una proboscis embeinada, el gonopor únic, i els hàbits terrestres, l'identifiquen com a platihelmint tiloplanoïdeu. També presentava papil·les adhesives i cerres sensorials.